# 프놈펜 포스트

프놈펜 포스트

프놈펜 포스트(The Phnom Penh Post)는 캄보디아, 프놈펜에서 1992년 설립된 신문이다. 매일 발행되며, 영어로 나온다.